# Codonocephalum
Codonocephalum là một chi thực vật có hoa trong họ Cúc (Asteraceae).

## Loài
Chi Codonocephalum gồm các loài: